# Los Cinco van de camping
Los Cinco se van de camping es un libro de la escritora británica Enid Blyton escrito en 1948. Corresponde al séptimo libro de la colección de Los Cinco. 

## Argumento
En esta ocasión, los Cinco se van de camping, con sus tiendas y sacos de dormir, acompañados de Mr Luffy, un notable profesor del colegio de Julián y Dick, que además de llevarlos en coche, y compartir con Ana sus bocadillos de pepinillo, lechuga..., sabe mover su oreja derecha. La zona de acampada es en los páramos, donde hay una intrincada red ferroviaria muy antigua que enlaza las poblaciones cercanas. También conocerán a Sam Pata de Palo, un extraño vigilante, que les hablará de trenes fantasma, que "no se sabe donde van, ni de donde vienen, y que marchan por la noche sin luces ni maquinistas".
También se harán amigos de Jock, un niño que vive en la Granja Olly, pero que no se lleva nada bien con su padrastro, Mr Andrews. Él le compró la granja a su mujer, pero no le interesa mucho el trabajo de la granja. Mr Andrews les dice que Sam está loco y que no se acerquen al depósito, porque es muy peligroso. Julián y Dick se asombran de los muchos camiones que hay para una granja tan pequeña. Por la noche con Jock, encuentran un tren fantasma que parece desaparecer en el aire.
Jorge, que fue excluida de la aventura nocturna, se marcha enfadada con Tim. Accidentalmente descubre bajando a través de un orificio de ventilación, uno de los trenes fantasma. Al escuchar repentinamente voces, se esconde tras un vagón. 
Mientras, los chicos deciden explorar uno de los túneles cercanos a la Granja Olly, excepto Ana que no le apetece meterse en sitios oscuros y viejos. Los chicos son capturados por Mr Andrews que los ata en una cueva cerca del tren fantasma. Jorge, que permanecía escondida, los libera, y encuentran muchos objetos robados. Mientras, Ana alerta a Mr Luffy y a la policía y capturan a los bandidos.

## Personajes
- Los Cinco: Julián, Dick, Jorge o Jorgina, Ana y Tim.
- Mr Luffy (profesor aficionado a los insectos)
- Jock Robbin (niño que vive en una granja cercana)
- Sam Pata de Palo (Wooden Leg Sam, vigilante ferroviario)
- Tucky (ferroviario retirado)
- Cecil Dearlove (Cecilio, niño mimado al que obligan a jugar con Jock)
- Mr Andrews (granjero acaudalado, padrastro de Jock)
- Biddy (perra de Jock, tiene cuatro cachorritos)
- Mrs Andrews (madre de Jock)
- Mr Peters (conductor de los camiones de Mr Andrews)

## Lugares
- High Moors (Altos Páramos)
- Granja Olly